# Umberto Nordio (dirigente d'azienda)
Umberto Nordio (Genova, 30 dicembre 1919 – Roma, 21 giugno 2008) è stato un dirigente d'azienda italiano.

## Origini e studi
Figlio dell'avvocato Federico Nordio (1892-1980) e di Anna Martinolich, detta Mietta (1891-1967), la famiglia Nordio si era stabilita a Trieste nel 1791, all'epoca sotto l'impero austro-ungarico, per decisione di Giuseppe Nordio, costruttore navale e trisavolo di Umberto. In origine la famiglia proveniva da Venezia. Con l'annessione di Trieste all'Italia, a seguito della prima guerra mondiale (Trattato di Rapallo), Federico Nordio con la moglie Mietta si trasferirono, come molti triestini, a Genova.
Si diploma nel 1937 al Liceo Cristoforo Colombo di Genova. Nell'autunno del 1937 si iscrive al biennio di Ingegneria all'Università degli Studi di Genova, ma con lo scoppio del secondo conflitto mondiale, due anni più tardi, interrompe gli studi e nel 1941 parte volontario in Marina, all'Accademia navale di Livorno.
Umberto Nordio trascorre gli anni di guerra, fino all'armistizio, sull'incrociatore Giuseppe Garibaldi, come aiutante di bandiera dell'ammiraglio Raffaele De Courten, nominato poi ministro della Marina nel 1943, e poi come comandante in seconda della Quinta Squadriglia Motosiluranti guidata dal comandante Curzio Castagnacci, medaglia d'oro alla memoria. Alla fine della guerra, Nordio ha il grado di sottotenente di vascello.
Durante la guerra la famiglia Nordio vive spostandosi tra Firenze e Genova, poiché il padre Federico ricopre incarichi sia presso l'Ansaldo del capoluogo ligure, sia presso la Saivo (Società Anonima Italiana del vetro d'ottica) di Firenze. Umberto, trovandosi a Cagliari durante un bombardamento, raccoglie tra i resti di una libreria un manuale di astrofisica, si innamora della materia e si iscrive a corsi di studio dapprima presso l'osservatorio di Arcetri (Firenze) e poi all'Università di Genova, dove fa ritorno e dove consegue il diploma di laurea in fisica il 17 novembre 1946 con una dissertazione dal titolo "I composti molecolari nei corpi celesti".

## Il lavoro all'estero e il sodalizio con i Fratelli Cosulich
Nell'immediato dopoguerra (14-11-1945) Umberto sposa Maria Rosa Pucci Rocca (Genova, 1918-2018), dalla quale avrà i due figli, Capinetta (Genova, 1948) e Federico (Montréal, 1954).
Nel 1947 inizia il suo sodalizio professionale con la Cosulich Società Triestina di navigazione dei Fratelli Cosulich, legati ai Nordio da amicizia e parentela attraverso la famiglia materna (Martinolich-Gerolimich), entrambe dell'isola di Lussino (Croazia) e impegnate nell'industria cantieristica navale e nelle assicurazioni marittime.
Il capitano Giuseppe Cosulich propone al giovane Umberto dapprima di lavorare presso l'ufficio passeggeri, in seguito gli affida la gestione della nuova linea di navigazione passeggeri Home Lines, società fondata l'anno precedente a Genova con i piroscafi dell'armatore greco Eugeni Eugenides e con la partecipazione della Swedish American Line. È l'inizio della carriera marittima di Nordio: nel 1950 lavora in Venezuela con la "Mediterranea Lines"; l'anno successivo, viene nominato a capo dell'intera linea di trasporto passeggeri della Home Lines e si stabilisce a Montréal, in Canada. Il 20 febbraio 1952 inaugura, salpando da Halifax, la linea "Atlantic" per le rotte Canada-Inghilterra (Southampton) e Canada-Francia (Le Havre).
Durante la direzione di Nordio, che ne diviene anche vicepresidente, la Home Lines cresce rapidamente: dopo la Atlantic, la prima a salpare, arrivano l'Argentina, l'ammiraglia Homeric e la Oceanic, quest'ultima con gli interni d'arredo e le decorazioni disegnate dallo zio architetto, nonché omonimo, Umberto Nordio. Nel 1959, con il completamento della St. Lawrence Seaway, le cui chiuse permisero ai grandi transatlantici di raggiungere il porto di Montréal attraverso il fiume St. Lawrence, l'ammiraglia Homeric incrementa il traffico passeggeri e si distingue per il servizio di bordo. L'equipaggio e il servizio ristorante è interamente italiano e la Homeric può concorrere con i transatlantici SS United States dell'United States Lines e il "France" della Compagnie Général Transatlantique (CGT), che salpavano da New York.

### Rientro in Italia e incarichi nel management pubblico
Nel 1963 rientra in Italia e viene nominato direttore centrale della Finmare, acronimo di società finanziaria marittima. L'azienda faceva parte del gruppo IRI, l'istituto per la ricostruzione Industriale. Il passaggio di Nordio dall'impresa alle aziende partecipate dallo Stato, segna uno spartiacque importante: grazie all'esperienza presso la Home Lines, soprattutto nella sua fase di avvio sul mercato, Nordio guadagna la fiducia internazionale, anche politica, per incarichi nel management pubblico e per il risanamento delle aziende partecipate dallo Stato. Nel 1966 fa ritorno a Genova come amministratore delegato presso Italia di Navigazione SpA, una sussidiaria della Finmare: la compagnia di navigazione di bandiera italiana leader nel trasporto passeggeri, merci e container attiva nel Mediterraneo, Europa, centro e Sud America. Dal luglio 1969 diventa anche amministratore delegato del Lloyd Triestino di Navigazione, un'altra partecipata di Stato legata alla holding Finmare, a cui erano assegnati i servizi transoceanici di linea tra i porti mediterranei e l'Africa, l'estremo Oriente, l'Australia e la Nuova Zelanda. Nel settembre 1971, Nordio passa nuovamente alla Finmare a Roma, come direttore generale. Ma già a dicembre dell'anno successivo, lascia la holding, stavolta definitivamente: viene infatti nominato direttore generale della compagnia di bandiera italiana Alitalia.

## Alitalia
Assurto alla tolda di comando dell'Alitalia, nel 1972, Umberto Nordio vi rimane fino al 1988: dal 1973 come direttore generale e da quello stesso anno, fino al 1978, anche come amministratore delegato. Dal 1978 al 1988 diventa presidente della compagnia di bandiera
Umberto Nordio arriva all'Alitalia nel bel mezzo della prima crisi energetica che colpisce Europa e Stati Uniti, a sua volta diretta conseguenza della guerra del Kippur: i governi occidentali devono quindi ridurre l'uso di greggio anche per il trasporto aereo. Tutto il settore viene colpito, con perdite considerevoli, ma nonostante ciò, la compagnia di bandiera riesce ad attutire i colpi della crisi dello shock petrolifero. Nella decade precedente, l'azienda di Stato aveva registrato risultati economici discreti anche se ancora in perdita, ma si attestava tra le prime dieci compagnie al mondo per trasporto passeggeri.
Con Nordio amministratore delegato, Alitalia vede la sua flotta trasformarsi: entrano i DC-10 e i jet, in particolare il Boeing 747, detto "Jumbo Jet", in grado di raggiungere rapidamente le destinazioni più lontane; nel 1973 Alitalia inaugura la rotta verso Tokyo.
Negli anni della sua presidenza entrano anche gli Airbus nella flotta italiana.
Dalla metà degli anni ottanta, complice la liberalizzazione del settore e la deregulation in ambito aereo, rispetto alla quale Nordio esprime forti perplessità in qualità di advisor IATA, la crescita della compagnia di bandiera non prosegue allo stesso ritmo del decennio precedente, sebbene aumenti il numero di passeggeri trasportati. Tuttavia con la sua gestione, il vettore nazionale tiene testa ad una crisi che colpisce anche altre aziende di Stato, oltre la compagnia di bandiera, negli anni novanta.
Nordio mantiene i conti in attivo in Alitalia, ad eccezione dei due bienni della crisi petrolifera, 1973-1975 e 1979-1980, quando il prezzo del kerosene avio sale alle stelle. La ripresa degli utili dal 1981 al 1988 sarà però costante.

### Fine dell'esperienza in Alitalia
Quando  arriva al timone della partecipata, il settore aereo europeo è funestato da ondate di scioperi e in Italia, in particolare, i rapporti tra i management della compagnia e i sindacati sono conflittuali. Si adopera per superare i contrasti e concentra l'impegno sulla razionalizzazione dei costi e il miglioramento del servizio: l'azienda chiude i bilanci in attivo e rimane competitiva fino alla fine della presidenza Nordio.
Il 26 maggio del 1988, tuttavia, nel corso della riunione del comitato di presidenza dell'ente di gestione, Romano Prodi, presidente dell'IRI – azionista di maggioranza dell'Alitalia – muove dure critiche all'operato di Nordio. Alle accuse segue, il 7 luglio, la decisione del comitato che toglie la fiducia a Umberto Nordio. Il 18 luglio, riunito il consiglio di amministrazione della compagnia, si dimette dalla presidenza di Alitalia sebbene i 16 membri del Consiglio di amministrazione – compresi gli stessi uomini dell'IRI, eccetto Prodi – gli confermino la fiducia. Gli amministratori delegati della compagnia deliberano affinché Nordio venga nominato alla presidenza onoraria e resti in carica fino alla nomina del nuovo presidente.
Forti polemiche accompagnarono la decisione dell'allora presidente dell'IRI, Romano Prodi, di sostituire Nordio ai vertici di Alitalia. Anche la stampa internazionale, soprattutto americana, si occupò della vicenda: "Alitalia loses its chairman", "Alitalia perde il suo presidente", titolò il New York Times.
Nel 1988 Umberto Nordio diventa presidente della Galileo Distribution System, il sistema computerizzato di prenotazione dei voli in uso da diverse compagnie tra cui British Airways, KLM e la stessa Alitalia. Dal 1989 è presidente di Overseas Partners Inc., un gruppo specializzato in acquisizioni e sviluppo di aziende industriali di medie dimensioni. Umberto Nordio si spegne nella sua casa di Roma, il 21 giugno 2008.

## Altre attività e incarichi
Nel 1980 Umberto Nordio entra nel Comitato Consultivo della collezione Peggy Gyggenheim, anno in cui il museo di Venezia apre al pubblico sotto la gestione della Fondazione Solomon R. Guggenheim, a cui Peggy Guggenheim aveva donato sia il palazzo che la collezione nel 1976. Nordio è tra i primi sostenitori, portando con sé e fin quando ne è stato Presidente, anche il supporto di Alitalia. Rimane nel comitato fino all'anno della sua scomparsa, 2008.
Dal 1986 al 1994 è presidente esecutivo del Consiglio per le relazioni tra Italia e Stati Uniti, mentre l'avvocato Gianni Agnelli detiene la carica di Presidente Onorario.
Dal 1985 al 2008, Nordio è anche membro del Consiglio e del comitato esecutivo dell'Aspen Institute Italia.
Dal 1990 al 1995 diventa membro consigliere del consiglio d'amministrazione della Fermar, gruppo Ferruzzi, poi fusa in Bulk Italia. E infatti dal 1990 al 2003 – anno in cui ne diventa anche presidente – Nordio è membro del CdA di BulkItalia (Genova).

### Riconoscimenti
Laurea Honoris Causa dal Parks College University di St. Louis (USA), 1986; Umberto Nordio è premiato dal Nobel Rita Levi-Montalcini.

### Golf e pittura
Umberto Nordio era un appassionato giocatore di golf, lo era diventato durante la sua permanenza in Nord America.
È stato dal 1966 al 1970 nella commissione sportiva della Federazione Italiana Golf, nonché capitano non giocatore della nazionale azzurra ai Campionati Europei di golf di Amburgo nel 1969 e capitano della nazionale dilettanti ai campionati europei di golf di Losanna, 1971.
Nel 1987 ha fondato e presieduto il circolo di golf "Country Club di Castel Gandolfo", progettato e realizzato dall'architetto Robert Trent Jones.
Per tutta la vita, sulle tracce della madre Mietta Martinolich, pittrice, ha dipinto per diletto e nel 1985 ha esposto 36 acquerelli alla Galleria Carlo Virgilio di Roma. L'introduzione del catalogo è di Umberto Eco.

Acquerello di Umberto Nordio in mostra alla Galleria Carlo Virgilio di Roma, 1985

Come scrisse Eco, "Nordio non dipinge solo con grazia e né basta dire che disegna con un solo tratto di penna, svagatamente (capitelli, labirinti, templi, esseri immaginari)". Sulle tavole da lui disegnate, Nordio scrisse: "Non si sa se distici, pensieri, parole in libertà. [..] Quello di trovarsi nudo al cospetto del pubblico era un mio incubo ricorrente". Del resto, riconosceva ancora lo stesso Nordio, "non è poi così facile gettare la maschera" per un manager che si mette in mostra per la prima volta.